# أحياء مكة المكرمة

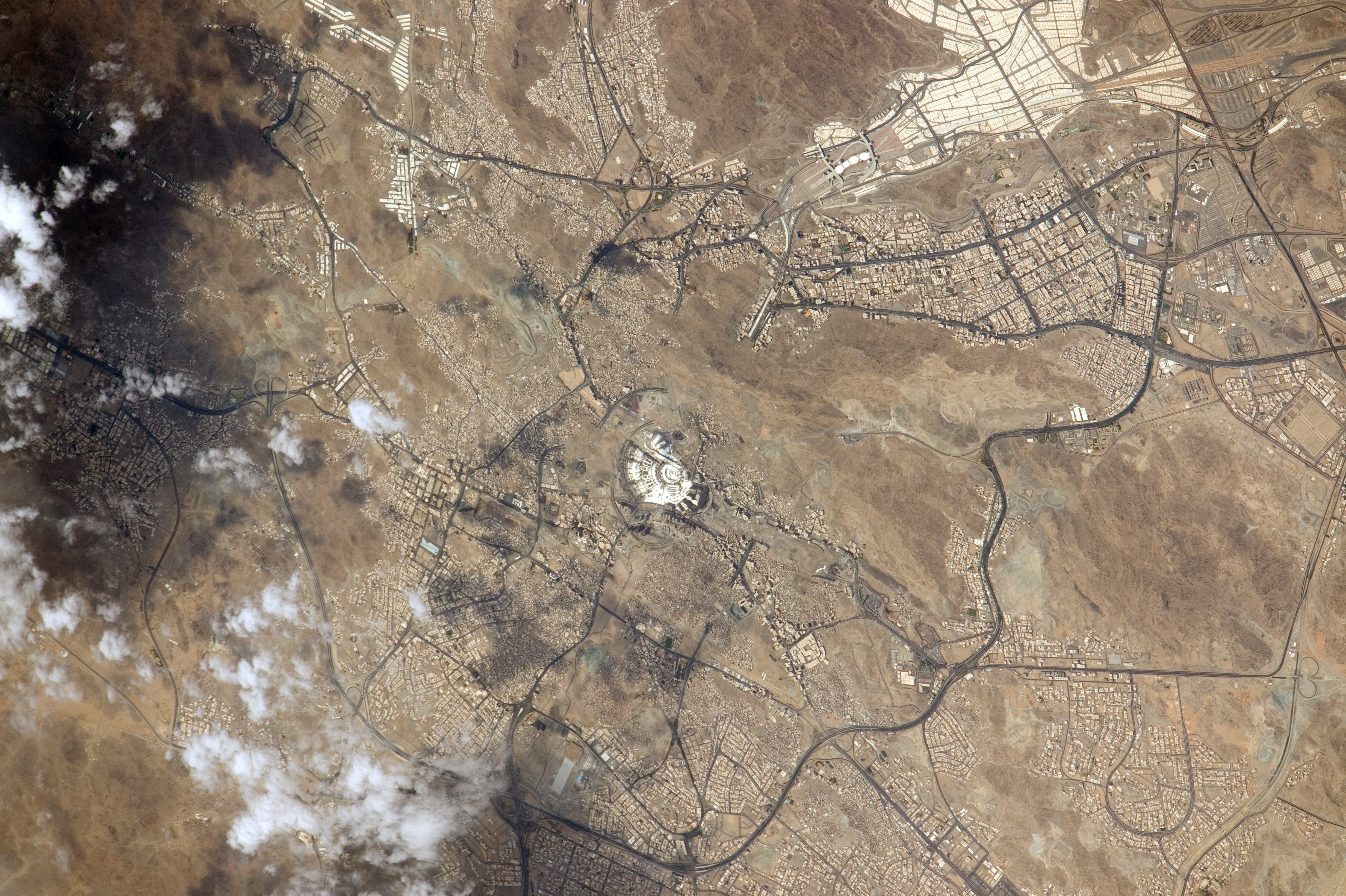
صورة فضائية لمكة المكرمة

تضم هذه القائمة الأحياء الإدارية في مكة: